# Lasioglossum monodontum
Lasioglossum monodontum är en biart som först beskrevs av Cockerell 1941.  Lasioglossum monodontum ingår i släktet smalbin, och familjen vägbin. Inga underarter finns listade i Catalogue of Life.